# ديجو جارماتي
ديجو جارماتي (Dezső Gyarmati) هو لاعب أولمبي لرياضة كرة الماء من المجر. شارك في الأولمبياد الصيفي في 1948–1964، وفاز بما مجموعه 5 ميداليات.
توفي في 18 أغسطس 2013.

## الميداليات
| ذهب | فضة | برونز | المجموع |
| 3   | 1   | 1     | 5       |

## روابط خارجية
- ديجو جارماتي على موقع الاتحاد الدولي للسباحة (الإنجليزية)
- ديجو جارماتي على موقع قاعة مشاهير السباحة العالمية (الإنجليزية)
- ديجو جارماتي على موقع اللجنة الأولمبية الدولية (الإنجليزية)
- ديجو جارماتي على موقع أوليمبيديا (الإنجليزية)
- ديجو جارماتي على موقع اللجنة الأولمبية المجرية (الهنغارية)